# Arosvallen
Arosvallen – stadion sportowy położony w mieście Västerås, w Szwecji. Oddany został do użytku w 1932 roku. Swoje mecze na tym obiekcie rozgrywa zespół Västerås SK FK.  Jego pojemność wynosi 10 000 widzów (z czego 1200 to miejsca siedzące). W 1958 roku był jedną z aren piłkarskich mistrzostw świata.